# Village at Pigeon Lake
Village at Pigeon Lake est un hameau situé dans le centre-sud de la province canadienne d'Alberta, à environ 44 kilomètres au nord de Wetaskiwin, dans le comté de Wetaskiwin.